# Galerie Gefängnis Le Carceri
Die Galerie Gefängnis/Le Carceri ist ein Projekt der Gemeinde Kaltern (Südtirol), das die Räumlichkeiten des ehemaligen Bezirksgefängnisses seit 2006 für Ausstellungszwecke zeitgenössischer Kunst verwendet.

## Geschichte
An der Stelle der heutigen Galerie befand sich ursprünglich die Burg der Adelsfamilie Rottenburg, die dem Platz vor dem Gebäude den Namen gab. Das stark verfallene Schloss wurde im 17. Jahrhundert unter Claudia de’ Medici durch ein Bezirksgericht ersetzt.
Der Gebäudekomplex ist das Ergebnis diverser Um- und Anbauten. Die ältesten Bauteile befinden sich im westlichen Gebäudeteil und werden in die spätromanische Bauzeit vom Ende 13. Jahrhundert – 1. Hälfte 14. Jahrhundert datiert. Die heutigen Galerieräume fallen in die Barockzeit des 17. und  18. Jahrhunderts. Erst im Spätbarock im späten 18. Jahrhundert wurde dieser östliche Gebäudeteil zu einem Gefängnis ausgebaut. Die Funktion als Gefängnis endete bereits Anfang der 1770er Jahre. Als Ende des 20. Jahrhunderts das Gebäude vom Staat Italien an das Land Südtirol und schließlich an die Gemeinde Kaltern übergeben wurde, errichtete diese dort einen Sozial- und Gesundheitssprengel. Der größere Teil des ehemaligen Gefängnisses wurde nach Plänen des Architekten Günther Plaickner saniert und einer kulturellen Nutzung zugeführt. Seit 2006 werden regelmäßig Ausstellungen zeitgenössischer Kunst abgehalten.
In der Galerie Gefängnis/Le Carceri sollen Künstlerpaare die Möglichkeit erhalten, im Rahmen von Wechselausstellungen ihre Arbeiten zu präsentieren.

## Ausstellungen
- 2014: "Strategies of Escaping". Luisa Roa & Maria Walcher
- 2014: "CLAC". Hélène Picard & Hubert Kostner
- 2014: "Viaggio in Bulgaria". Elisabeth Hölzl & Kiril Cholakov
- 2014: Ute Rakob & Gotthard Bonell
- 2013: "artgerechter Kerker". Rainer Kainrath
- 2013: was:nun. Szilvia Ortlieb & Veronika Thurin
- 2013: Gesicht und Körper. Mark Karasick & Christian Reisigl
- 2013: Die Zofen|Die Zellen. Angelika Kaufmann & Linda Wolfsgruber
- 2013: Alles nur Fassade. Evelyn Senfter & Erich Dapunt
- 2012: Fin che la barca va... Wendelin Pressl & Gino Alberti
- 2012: und/e/mit/con. Claudia Barcheri & Fabian Hesse
- 2012: Innen/Außen/sichten. Barbara Tavella & Renate Egger
- 2012: ich freue mich schon auf die kirschblüte. Hubert Scheibe & Klaus Stephan
- 2011: Ulrich Moroder – Albrecht Zauner. Ulrich Moroder/Albrecht Zauner
- 2011: 8E, Skulptur/Fotografie. Krüger & Pardeller
- 2011: Martin Pohl & Fabio Zolly – die 2te. Martin Pohl/Fabio Zolly
- 2011: Tropical Hot Shot. Carlos Vasconselos/Abdul Sharif Baruwa
- 2010: Märchen-haft Erleichterung. Matthias Schönweger/Leander Schönweger
- 2010: Wie frei sind wir draussen? Grete Mentzel/Heinz Mader
- 2010: … grumus merdae … (ein Aberglaube?) Peter Saurer/Karin Welponer
- 2010: Abacus / Reservoir wild grasses. Berty Skuber & Jim Silverman
- 2009: Intimitas. Will-ma Kammerer/Matilde Grau
- 2009: Superheroes. Kinder-Träume? Raquel Muñoz López/Gerhard Demetz
- 2009: UNIVERSALKODE-CODICE UNIVERSALE. Stefano Cagol/Arthur Kostner
- 2009: Papillon. Ruth Gamper/Claudia Schäfer
- 2008: Kopfjäger. Sergio Sommavilla & Günther Kemp
- 2008: Rhythmus der Zeit. Andrea M. Varesco/Lies Bielowski
- 2008: all hang together. A parallel Event. Josef Rainer/Wolfgang Stehle
- 2008: Auf Reisen zu Hause. Alexandra von Hellberg/Willy Puchner
- 2008: Verwandlungen / Metamorfosi. Helga von Hofe/Romana Prinoth
- 2007: TWO. Arnold Mario Dall’Ò & Luca Coser
- 2007: Face To Face. Maria Burger/Thomas Hansen
- 2007: da dedite. Walter Moroder/Holzknecht
- 2007: plus ètrange le paradis. Silvie Riant/Loïc Person
- 2006: Tagesrand. Julia Bornefeld/Ralf-Rainer Odenwald